# Phyxelida kipia
Phyxelida kipia is een spinnensoort uit de familie Phyxelididae. De soort komt voor in Tanzania.